# Várzea dos Cavaleiros
Várzea dos Cavaleiros es una freguesia portuguesa del concelho de Sertã, con 32,88 km² de superficie y  habitantes (2001). Su densidad de población es de 29,4 hab/km².

## Galería

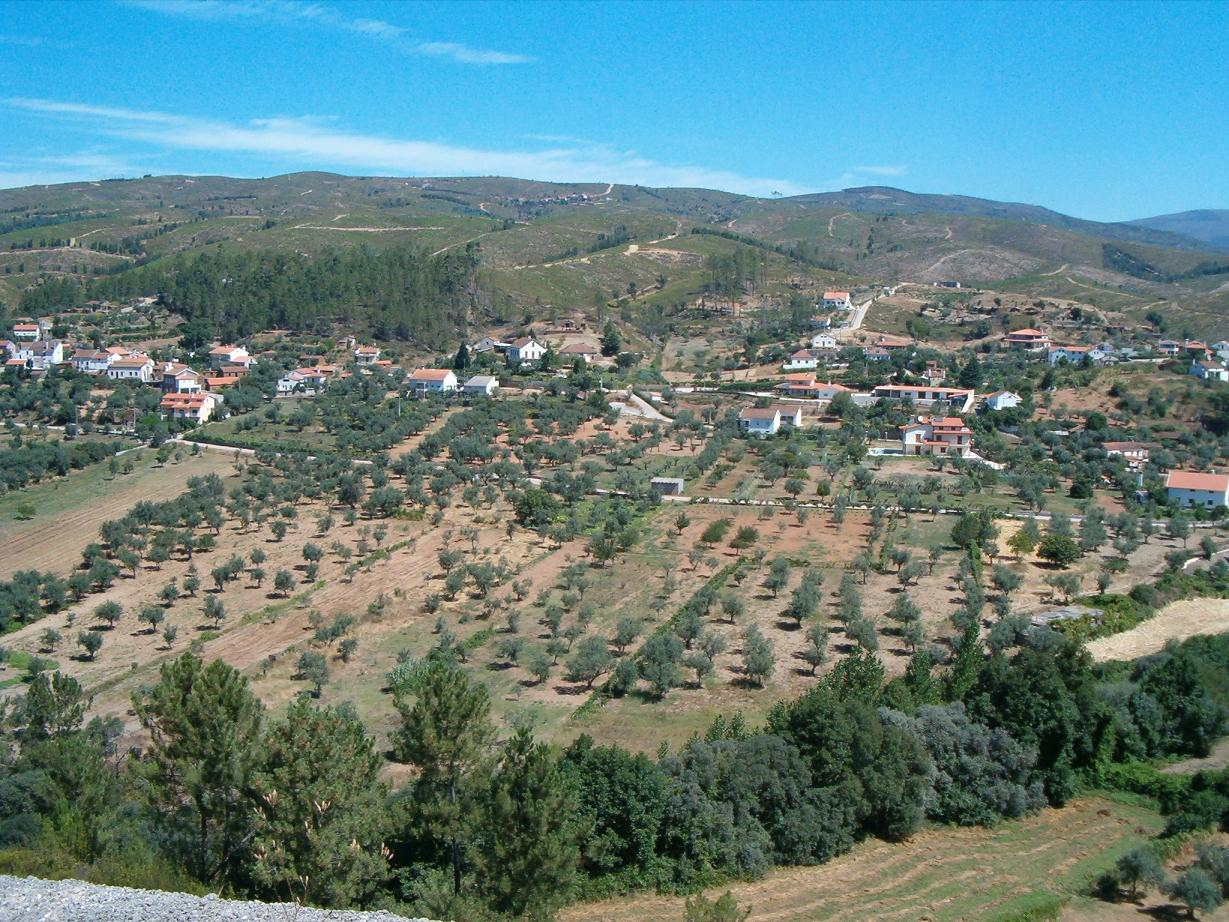
Vista aérea de Isna de São Carlos, una de las localidades de la freguesia.